# Károly Szittya
Károly Szittya, né le 18 juillet 1918 à Budapest et mort le 9 aout 1983 à Szeged, est un joueur de water-polo hongrois, champion olympique en 1952 à Helsinki.